# Evelyn Peters
Evelyn Peters (* 8. April 1925 in Berlin; † 2014 in Rottach-Egern) war eine deutsche Schauspielerin und Autorin.
Peters spielte nach dem Besuch des Reinhardt-Seminars 1944–45 am Wiener Burgtheater. In der Spielzeit 1947/48 war sie am Volkstheater Hamburg engagiert. Von dort wechselte sie für die Spielzeit 1948/49 an die Junge Bühne Hamburg. 1951 ging sie an das Deutsche Schauspielhaus, wo sie für zwei Spielzeiten bis 1953 blieb. In der Spielzeit 1953/54 nahm sie ein Engagement am von Fritz Remond jr. geleiteten Kleinen Theater im Zoo in Frankfurt/Main an. Ab 1954 war sie an den Hamburger Kammerspielen engagiert.
Zu ihren Bühnenrollen am Hamburger Schauspielhaus gehörten u. a. Martha in der Komödie Finden Sie, daß Constanze sich richtig verhält? von Somerset Maugham (1952), Mme Frappot in dem Lustspiel Die Liebe der vier Obersten von Peter Ustinov (1953) und die Schäferin Phoebe in Wie es euch gefällt (1953).
Peters veröffentlichte zwischen 1959 und 2004 in den Verlagen Knaur, Ullstein und Piper zum Teil unter Pseudonym 26 Romane, zwei Hörspiele und 30 Erzählungen.
Sie war bis zur Scheidung 1959 verheiratet mit Heinz Joost, der eine kleine Firma für medizinische Geräte besaß. Der Ehe entstammen zwei Kinder: Tina (geb. 1952) und der Schriftsteller Bodo Kirchhoff (geb. 1948), der das Verhältnis zu seiner Mutter in seinem 2018 erschienenen autobiographischen Roman „Dämmer und Aufruhr. Roman der frühen Jahre“ literarisch verarbeitet.